# بيتر بروس
بيتر بروس (بالإنجليزية: Peter Bruce)‏ هو كيميائي بريطاني، ولد في 2 أكتوبر 1956 في أبردين في المملكة المتحدة.